# Oelsnitz/Erzgeb.
Oelsnitz/Erzgeb., Oelsnitz/Erzgebirge (górnołuż. Wolešnica) – miasto w Niemczech, w kraju związkowym Saksonia, w okręgu administracyjnym Chemnitz, w powiecie Erzgebirgskreis.

## Współpraca
Miejscowości partnerskie:
- Avion, Francja
- Chodov, Czechy
- Mimoň, Czechy
- Niefern-Öschelbronn, Badenia-Wirtembergia (miejscowość zaprzyjaźniona)
- Sprockhövel, Nadrenia Północna-Westfalia